# Institut für Tropenmedizin Tübingen
Das Institut für Tropenmedizin, Reisemedizin, Humanparasitolgie (ITM) ist spezialisiert auf Infektionskrankheiten, Tropenkrankheiten und Humanparasitosen. Mit etwa 100 Mitarbeitern betreibt es eine tropen- und eine reisemedizinische Ambulanz sowie Lehre und Forschungsprojekte zu tropenmedizinischen Fragestellungen.

## Geschichte
Bereits im 19. Jahrhundert wurden tropenmedizinische Erkrankungen in Tübingen vor allem von F. G. Gmelin (1782–1848), Wilhelm von Rapp (1774–1868) und Wilhelm Griesinger (1817–1868) erforscht. Bei ihnen haben sowohl Theodor Bilharz (Erstbeschreibung 1851 des Pärchenegels Schistosoma in Ägypten) als auch Otto Wucherer (Erstbeschreibung 1868 einer Mikrofilarie, einer Wurmlarve, in Brasilien) studiert.
Am 2. Juli 1917 wurde Gottlieb Olpp zum außerordentlichen Professor für Tropenmedizin der Universität Tübingen ernannt. Das Institut für Tropenmedizin wurde 1956 gegründet. Im Jahr 2006 wurde es formal der Medizinischen Klinik am Universitätsklinikum Tübingen als Abteilung „Innere Medizin VII – Institut für Tropenmedizin, Reisemedizin, Humanparasitologie“ eingegliedert.
Das Datum des 2. Juli 1917 wurde im Jahr 2017 zum Anlass einer 4-tägigen Feierlichkeit unter dem Titel "100 Jahre Tropenmedizin an der Universität Tübingen" am Institut für Tropenmedizin genommen.

## Forschung
Es werden wissenschaftliche Untersuchungen zu Infektionskrankheiten wie Malaria, Schistosomiasis, Tuberkulose sowie klinische Medikamenten- und Impfstoffstudien durchgeführt. Der Schwerpunkt der Forschungsprojekte liegt bei der Testung von neuen Malariamedikamenten und -impfstoffen mit Hilfe kontrollierter Plasmodieninfektionen an gesunden freiwilligen Probanden oder an afrikanischen Malariapatienten. Errungenschaften des Instituts sind die Mitentwicklung von Malariamitteln wie Atovaquon-Proguanil, Amodiaquin-Artesunat, Pyronaridin-Artesunat und Impfstoffen gegen Malaria und Ebola.
Nach den Erhebungen des Laborjournals sind 11 Wissenschaftler des Instituts unter den 50 meistzitierten Wissenschaftlern des Fachgebiets Parasitologie im deutschsprachigen Raum; Peter G. Kremsner ist seit drei Jahrzehnten der am meisten zitierte Wissenschaftler Deutschlands in diesem Fachgebiet.

## Lehre
Das Institut hat fünf berufene Professuren (Peter G. Kremsner seit 1996, Akim Ayola Adegnika seit 2016, Steffen Borrmann seit 2014, Sabine Bélard seit 2022 und Le Hub Song seit 2025).
Zielgruppe der Lehre sind Studierende der Medizin und Biologie. Es werden etwa 25 Lehrveranstaltungen (Vorlesungen, Seminare, Kolloquien, Praktika und Kurse für Studienanfänger, Fortgeschrittene und Post-Graduierte) durchgeführt.

## Institutsdirektoren
- 1956–1966: Ludolph Fischer
- 1966–1979: Hermann Knüttgen
- 1979–1990: Wolfram Höfler
- 1990–2008: Jürgen Knobloch
- seit 2008: Peter G. Kremsner[5]

## Sonstiges
Das Institut für Tropenmedizin ist Teil des Comprehensive Infectious Disease Center (CIDiC) am Universitätsklinikum Tübingen und ein Standort des Deutschen Zentrums für Infektionsforschung (DZIF). Im Jahr 2007 wurde das Institut unter Leitung von Carsten Köhler zum „Kompetenzzentrum für Tropenmedizin in Baden-Württemberg“ ernannt.
Partnereinrichtungen des Instituts für Tropenmedizin befinden sich in Lambaréné/Gabun (Centre de Recherches Médicales de Lambaréné (CERMEL)), in Brazzaville/Kongo (Fondation Congolaise pour la Recherche Médicale (FCRM)) und in Hanoi/Vietnam (Vietnamese-German Center for Medical Research (VG-CARE)).